# Mitteilungen der Deutschen Dendrologischen Gesellschaft
Mitteilungen der Deutschen Dendrologischen Gesellschaft (abreviado Mitt. Deutsch. Dendrol. Ges. en español podría traducirse como : Anuncios de la Sociedad Dendrológica Alemana) fue una revista con ilustraciones y descripciones botánicas que fue editada en Berlín desde 1893 hasta 1913, con una segunda serie con los  volúmenes 1-14, en los años 1909-1913.